# Molodiojnaïa Hokkeïnaïa Liga

Ancien logo.

La Molodiojnaïa Hokkeïnaïa Liga ou MHL (du russe : Молодёжной хоккейной лиги) est la ligue de hockey sur glace junior majeur de Russie. Elle a été créée en 2009 afin d'aguerrir les jeunes joueurs appartenant aux équipes de la Ligue continentale de hockey.

## Structure et règles
La ligue accueille les joueurs de 16 à 21 ans. Les joueurs de 16 ans sont acceptés sous réserve d'examen médical. Avant la création de cette ligue, les championnats de jeunes en Russie s'arrêtaient à la catégorie « moins de 18 ans ». Beaucoup de jeunes évoluaient donc dans la Pervaïa Liga avant de pouvoir intégrer les équipes premières. Le vainqueur des séries éliminatoires remporte la Coupe Kharlamov. Depuis 2011, elle est composée de deux divisions.

## Équipes

### Division A

#### Conférence Ouest
| Division   | Nom                      | Équipe professionnelle | Localisation      | Patinoire                         | Entrée dans la ligue |
| ---------- | ------------------------ | ---------------------- | ----------------- | --------------------------------- | -------------------- |
| Nord-ouest | Almaz                    | Severstal Tcherepovets | Tcherepovets      | Palais de glace Tcherepovets      | 2009                 |
| Nord-ouest | Atlanty                  | Atlant Mytichtchi      | Mytishchi         | Mytichtchi Arena                  | 2010                 |
| Nord-ouest | Dinamo-Raoubitchi        | Dinamo Minsk           | Minsk             | Palais de glace Minsk             | 2010                 |
| Nord-ouest | Dinamo Saint-Pétersbourg | -                      | Saint-Pétersbourg | Palais des sports Ioubileïny      | 2013                 |
| Nord-ouest | Loko                     | Lokomotiv Iaroslavl    | Iaroslavl         | Arena 2000                        | 2011                 |
| Nord-ouest | HK Riga                  | Dinamo Riga            | Riga              | Riga Arena                        | 2010                 |
| Nord-ouest | Serebrianye Lvi          | -                      | Saint-Pétersbourg | Palais de glace Spartak           | 2010                 |
| Nord-ouest | SKA-1946                 | SKA Saint-Pétersbourg  | Saint-Pétersbourg | Palais des sports Ioubileïny      | 2009                 |
| Centre     | MHK Khimik               | Khimik Voskressensk    | Voskressensk      | Palais de glace Podmoskovie       | 2009                 |
| Centre     | Kapitan Stoupino         | Kapitan Stoupino       | Stoupino          |                                   | 2011                 |
| Centre     | Krasnaïa Armia           | CSKA Moscou            | Moscou            | Palais des sports CSKA            | 2009                 |
| Centre     | HK MVD                   | Dinamo Moscou          | Balachikha        | Balachikha Arena                  | 2010                 |
| Centre     | Rousskie Vitiazi         | HK Vitiaz              | Tchekhov          | Centre de hockey sur glace Vitiaz | 2009                 |
| Centre     | Russie U18               | -                      | ?                 | ?                                 | 2015                 |
| Centre     | Sakhalinskie Akouly      | -                      | Ioujno-Sakhalinsk | Arena City                        | 2014                 |
| Centre     | MHK Spartak              | Spartak Moscou         | Moscou            | Palais des sports Sokolniki       | 2009                 |

#### Conférence Est
| Division      | Nom                | Équipe professionnelle      | Localisation    | Patinoire                                  | Entrée dans la ligue |
| ------------- | ------------------ | --------------------------- | --------------- | ------------------------------------------ | -------------------- |
| Volga         | Irbis              | Ak Bars Kazan               | Kazan           | TatNeft Arena                              | 2011                 |
| Volga         | Ladya              | Lada Togliatti              | Togliatti       | Palais des sports Volgar                   | 2013                 |
| Volga         | Olympia            |                             | Kirovo-Chepetsk | Olymp Arena                                | 2013                 |
| Volga         | Reactor            | Neftekhimik Nijnekamsk      | Nizhnekamsk     | Palais de glace Neftekhimik                | 2009                 |
| Volga         | Sarmaty            | Ioujny Oural Orsk           | Orsk            | Zvezdny Ice Palace                         | 2015                 |
| Volga         | Stalnye Lisy       | Metallurg Magnitogorsk      | Magnitogorsk    | Magnitogorsk Arena                         | 2009                 |
| Volga         | Tolpar             | Salavat Yulaev Ufa          | Oufa            | Oufa Arena                                 | 2009                 |
| Volga         | Chaika             | Torpedo Nijni Novgorod      | Nijni Novgorod  | Palais des sports Nagorny                  | 2009                 |
| Oural-Siberie | Avto               | Avtomobilist Iekaterinbourg | Iekaterinbourg  | KRK Ouralets                               | 2009                 |
| Oural-Siberie | Belye Medvedi      | Traktor Tcheliabinsk        | Tcheliabinsk    | Traktor Arena                              | 2009                 |
| Oural-Siberie | Kuznetskie Medvedi | Metallurg Novokouznetsk     | Novokouznetsk   | Palais des sports Kouznetskik Metallourgov | 2009                 |
| Oural-Siberie | Mamonty Yugry      | Iougra Khanty-Mansiïsk      | Khanty-Mansiysk | Arena Iougra                               | 2011                 |
| Oural-Siberie | Omskie Yastreby    | Avangard Omsk Region        | Omsk            | Arena Omsk                                 | 2009                 |
| Oural-Siberie | Sibirskie Snaipery | Sibir Novossibirsk          | Novossibirsk    | CSC Sibir                                  | 2009                 |
| Oural-Siberie | Snezhnye Barsy     | Barys Astana                | Astana          | Palais des Sports Astana                   | 2011                 |
| Oural-Siberie | Tyumensky Legion   | Gazovik Tioumen             | Tioumen         | Palais des sports Tioumen                  | 2010                 |

### Division B
| Division                   | Nom                  | Équipe professionnelle | Localisation                                | Patinoire | Entrée dans la ligue |
| -------------------------- | -------------------- | ---------------------- | ------------------------------------------- | --------- | -------------------- |
| Ouest                      |                      |                        |                                             |           |                      |
| Baltika Vilnius            |                      | Vilnius                | Pramogu Arena                               | 2011      |                      |
| Dizelist Penza             | Dizel Penza          | Penza                  | Palais des sports de glace Temp             | 2011      |                      |
| Zelenograd Moscou          |                      | Moscou                 | Palais des sports Zelenograd                | 2011      |                      |
| Kline                      | Titan Kline          | Kline                  | Palais des sports de glace Valeri Kharlamov | 2011      |                      |
| OGI                        |                      | Odintsovo              | Centre municipal                            | 2011      |                      |
| Prizma Riga                |                      | Riga                   | Volvo Arena                                 | 2011      |                      |
| Juniors Riga               | Dinamo Riga          | Riga                   | Inbox.lv ledus halle                        | 2011      |                      |
| Centre                     |                      |                        |                                             |           |                      |
| Batyr Neftekamsk           | Toros Neftekamsk     | Neftekamsk             | Palais des sports de glace de Neftekamsk    | 2011      |                      |
| Stalnye Iji                | Ijstal Ijevsk        | Ijevsk                 | Palais des sports de glace Ijstal           | 2011      |                      |
| Irbis Kazan                | Ak Bars Kazan        | Kazan                  | TatNeft Arena                               | 2011      |                      |
| Kristall-Iounior           | Kristall Saratov     | Saratov                | Palais des sports de glace Kristall         | 2011      |                      |
| Metallourg Mednogorsk      | Ioujny Oural Orsk    | Mednogorsk             | Palais des sports de glace Aïsberg          | 2011      |                      |
| Stalnye Lissy Tcheliabinsk | Metchel Tcheliabinsk | Tcheliabinsk           | Palais des sports de glace Metchel          | 2011      |                      |
| Oktan Perm                 | Molot Prikamie Perm  | Perm                   | Palais des sports Molot                     | 2011      |                      |
| Est                        |                      |                        |                                             |           |                      |
| Altaï-Iounior              | Altaï Barnaoul       | Barnaoul               | Palais des glaces de Barnaoul               | 2011      |                      |
| Angarski Iermak            | Iermak Angarsk       | Iermak                 | Arena Iermak                                | 2011      |                      |
| Kazakhmys Satpaïev         | Kazakhmys Satpaïev   | Satpaïev               | Palais des sports de glace Akjoltaï         | 2011      |                      |
| Krasnoïarskie Ryssi        | Sokol Krasnoïarsk    | Krasnoïarsk            | Palais des sports Ivan Iaryguine            | 2011      |                      |
| Kristall Berdsk            | Sibir Novossibirsk   | Berdsk                 | Palais des sports de glace Berdsk           | 2011      |                      |

## Division A

### Match des étoiles
Le Match des étoiles oppose une sélection de joueurs de la conférence Ouest à une sélection de joueurs de la conférence Est. Le vainqueur remporte la Coupe Byzov.

### Trophées
Outre la Coupe Kharlamov, la MHL décerne chaque saison les trophées suivants :

#### Trophée Viatcheslav Fetissov
Il est remis au meilleur défenseur. Voici le palmarès :
- 2010 : Sergueï Terechtchenko (Stalnye Lissy).
- 2011 : Alekseï Martchenko (Krasnaïa Armia).
- 2012 : Sergueï Terechtchenko (Stalnye Lissy).

#### Trophée Vladislav Tretiak
Il est remis au meilleur gardien de but. Voici le palmarès :
- 2010 : Dmitri Volochine (Stalnye Lissy).
- 2011 : Rafael Khakimov (Tolpar).
- 2012 : Edouard Reïzvikh (Omskie Iastreby).

#### Trophée Boris Maïorov
Il est remis au meilleur buteur. Voici le palmarès :
- 2010 : Fiodor Malykhine (Avto).
- 2011 : Sergueï Iemeline (Tolpar).
- 2012 : Denis Davydov (Serebrianye Lvi).

#### Trophée Boris Mikhaïlov
Il est remis au meilleur pointeur. Voici le palmarès :
- 2010 : Aïrat Ziazov (Reaktor).
- 2011 : Kirill Polozov (Tolpar).
- 2012 : Artiom Gareïev (Tolpar).

#### Trophée Vitali Davydov
Il est remis au meilleur joueur des séries éliminatoires. Voici le palmarès :
- 2010 : Dmitri Orlov (Kouznetskie Medvedi).
- 2011 : Nikita Goussev (Krasnaïa Armia).
- 2012 : Nikita Goussev (Krasnaïa Armia).

#### Trophée Vladimir Iourzinov
Il est remis au meilleur entraîneur. Voici le palmarès :
- 2010 : Ievgueni Korechkov (Stalnye Lissy).
- 2011 : Viatcheslav Boutsaïev (Krasnaïa Armia).
- 2012 : Ievgueni Kornooukhov (Omskie Iastreby).